# Anisleidis Ochoa
Anisleidis Ochoa Suárez (* 4. Oktober 2000) ist eine kubanische Leichtathletin, die sich auf den Langstreckenlauf spezialisiert hat.

## Sportliche Laufbahn
Erste internationale Erfahrungen sammelte Anisleidis Ochoa im Jahr 2021, als sie bei den erstmals ausgetragenen Panamerikanischen Juniorenspielen in Cali in 17:34,84 min den achten Platz im 5000-Meter-Lauf belegte. Im Jahr darauf gelangte sie bei den NACAC-Meisterschaften in Freeport mit 16:55,66 min auf den fünften Platz und 2023 wurde sie bei den Zentralamerika- und Karibikspielen in San Salvador in 16:02,50 min ebenfalls Fünfte. Zudem belegte sie dort in 34:13,61 min den vierten Platz über 10.000 Meter. Anschließend gelangte sie bei den Panamerikanischen Spielen in Santiago de Chile mit 33:47,35 min auf Rang sechs über 10.000 Meter.
In den Jahren 2022 und 2023 wurde Ochoa kubanische Meisterin im 5000-Meter-Lauf.

## Persönliche Bestleistungen
- 5000 Meter: 16:02,50 min, 3. Juli 2023 in San Salvador
- 10.000 Meter: 33:29,9 min, 16. September 2023 in Havanna (kubanischer Rekord)